# Балдуїн VII (граф Фландрії)
Балдуїн VII Сокира (фр. Baudouin VII de Flandres, 1092 / 1093 — 17 червня 1119, похований в Сен-Бертіні) — граф Фландрський в 1111–1119, син Роберта II, графа Фландрії, і Клеменції Бургундської. Походив з Першого Фландрського дому.

## Біографія

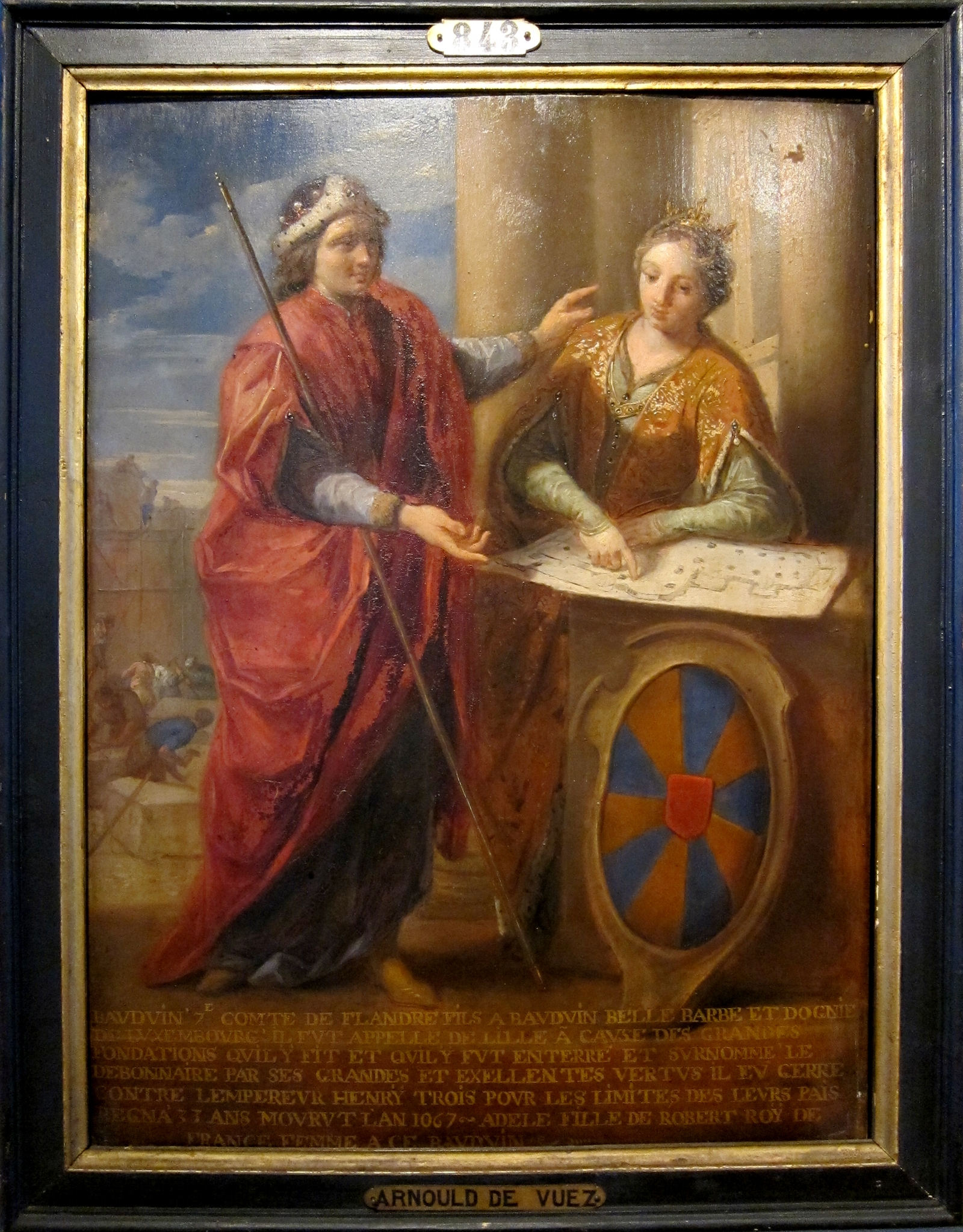
Арнольд де Вуєз. Балдуїн VII і його тітка, королева Данії Аделаїда

Балдуїн VII став графом Фландрії після смерті батька Роберта II Єрусалимського. Незабаром після цього король Франції Людовик VI підтвердив його права і зробив його лицарем, оскільки побоювався домагань графа Ено Балдуїна III — нащадка графа Фландрії Арнульфа III, позбавленого прав на Фландрію Робертом Фризьким. Французький король, таким чином, міг розраховувати на підтримку Балдуїна в своїй боротьбі проти англійського короля Генріха I.
Спочатку Балдуїн VII поділив з Клеменсою управління фландрською частиною Бургундії. Але в 1113 він вступив у конфлікт з матір'ю. Тоді Клеменса оголосила своїми володіння, в які входила майже третина Фландрії, які передав їй її чоловік Роберт II — батько Балдуїна VII. Балдуїн розглядав поведінку матері як серйозне посягання на його права. Він погрожував підтримкою єпископа Арраса Ламберта, довів справу до уряду Фландрії і навіть закликав на допомогу короля Франції для вирішення конфлікту. Але він домігся лише контролю над землями своєї матері.
Також як і його попередники, Балдуїн підтримував міста та ринки. Він зробив великі зусилля, намагаючись забезпечити законність і порядок в країні. Також він побоювався набігів і робив рішучі дії проти злочинців, розбійників і бунтівних дворян.
Його головними противниками були Вальтер II, граф Хесдіна і Гуго II, граф Сен-Поля. З обома Балдуїн досяг мирної угоди. Міста служили йому підтримкою в боротьбі проти дворянства. Своє прізвисько Балдуїн отримав через свої енергійні заходи проти порушників спокою в країні.
Він був одружений з 1110 на Хавіс Бретонській, дочці Алана IV, герцога Бретані. Але незабаром їх шлюб був розірваний папою Пасхалієм II. Після цього ситуація змінилася. Алан IV вибрав сторону короля Англії, а Балдуїн став на стороні короля Франції. Ймовірно, шлюб був розірваний через військові дії батька Балдуїна Роберта II на стороні короля Франції, і можливості їх продовження Балдуїном, однак офіційною причиною було занадто близька спорідненість між подружжям.
Протягом усього правління йому допомагав його двоюрідний брат Карл, син загиблого Кнуда IV Святого, короля Данії. Він також був намісником у Фландрії, коли Балдуїн в 1117 і 1118 взяв участь у війні в Нормандії. 1119 року Балдуїн захворів невиліковною хворобою і помер 17 червня 1119.
Балдуїн помер бездітним, тому головна гілка Фландрського дому обірвалася. Незадовго до смерті він зробив спадкоємцем Карла Данського. Всі знатні дворяни Фландрії і його мати Клеменса принесли присягу на вірність наступнику Бодуена. Незадовго до смерті він постригся в ченці. Він помер по дорозі в замок Віжнендал і був похований 19 червня в Сен-Бертіні в Сент-Омері, в присутності його спадкоємця Карла і багатьох іноземних дворян.